# Râul Valea Întunecoasă, Valea Roșie
Râul Valea Întunecoasă este un curs de apă afluent al râului Valea Roșie. 

## Hărți
- Harta județului Maramureș
- Harta muntii Gutâi  Arhivat în 4 martie 2016, la Wayback Machine.